# Lijst van burgemeesters van Oldehove
Dit is een lijst van burgemeesters van de voormalige Nederlandse gemeente Oldehove in de provincie Groningen. De gemeente werd in 1811 afgesplitst van Ezinge (geformeerd als lokaal bestuur in 1798). In 1990 ging Oldehove met Grijpskerk en Aduard op in de dat jaar vergrote gemeente Zuidhorn.
| Ambtsperiode | Naam burgemeester                 | Partij of stroming | Bijzonderheden |
| ------------ | --------------------------------- | ------------------ | --- |
| 1811 - 1846  | Nikel Hendriks                    |                    | maire, 1813 schout, 1825 burgemeester en grootgrondbezitter                                                        |
| 1846 - 1855  | Geert Reinders Reinders           |                    | |
| 1855 - 1861  | mr. Edo Johannes Huber            |                    | |
| 1861 - 1865  | Hendrik Jonkers (1821-1897)       |                    | werd burgemeester van Uithuizermeeden                                                                              |
| 1865 - 1869  | Jan Rikkerts Wierenga             |                    | ovl. 12 juni 1869                                                                                                  |
| 1869 - 1883  | Enno Doedes Star Lichtenvoort jr. |                    | |
| 1883 - 1896  | Dirk Marten Kruisinga             |                    | werd burgemeester van Zuidhorn                                                                                     |
| 1896 - 1916  | Gerrit de Vries                   |                    | werd gedeputeerde van de provincie Groningen, later burgemeester van Zuidhorn                                      |
| 1916 - 1925  | Henderikus Johannes (Henk) Eikema |                    | was burgemeester van Stavoren, werd burgemeester van Sappemeer                                                     |
| 1925 - 1943  | Catharinus Slager                 |                    | |
| 1943         | Hendrik Adam van der Zijl         |                    | waarnemend burgemeester van 28 juli tot oktober, tevens burgemeester van Ezinge                                    |
| 1943 - 1945  | W.C. Weidner                      | NSB                | afkomstig uit Vreeland                                                                                             |
| 1945 - 1946  | Catharinus Slager                 |                    | werd burgemeester van Zwollerkerspel                                                                               |
| 1947 - 1979  | Hendrik Gerhard Niezink           | CHU                | was gemeentesecretaris van Genemuiden, tevens gemeentesecretaris van Oldehove, Ridder in de Orde van Oranje-Nassau |
| 1980 - 1985  | Lubertus Cornelis (Bert) Groen    | GPV                | was gemeentesecretaris van Zegveld, werd burgemeester van Bunschoten                                               |
| 1985 - 1990  | Kornelis Bertus (Kor) Dijkstra    | CDA                | werd burgemeester van Grootegast                                                                                   |